# Abbazia di Sainte-Marie de Fontfroide

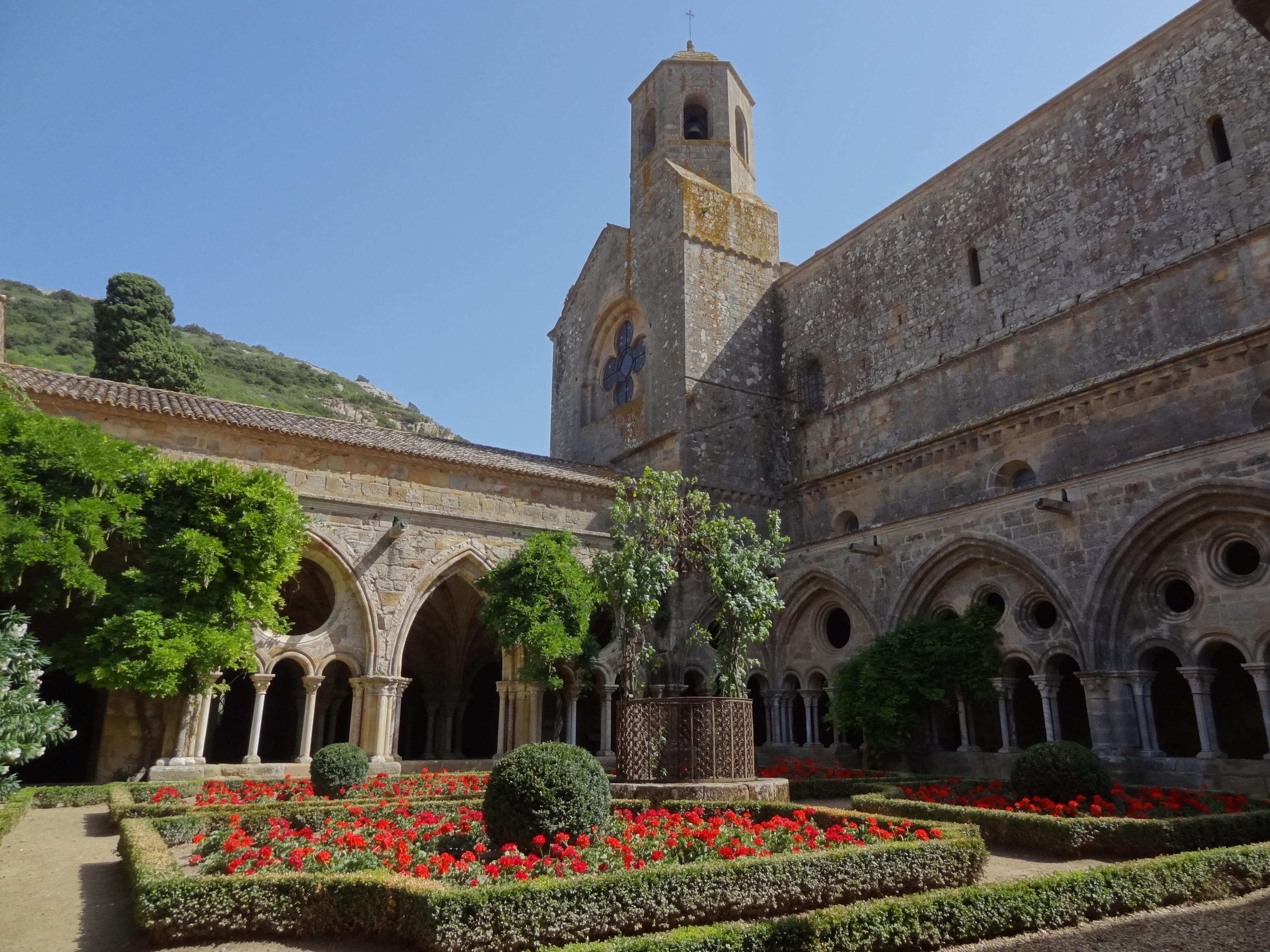
Abbazia di Fontfroide - Chiostro

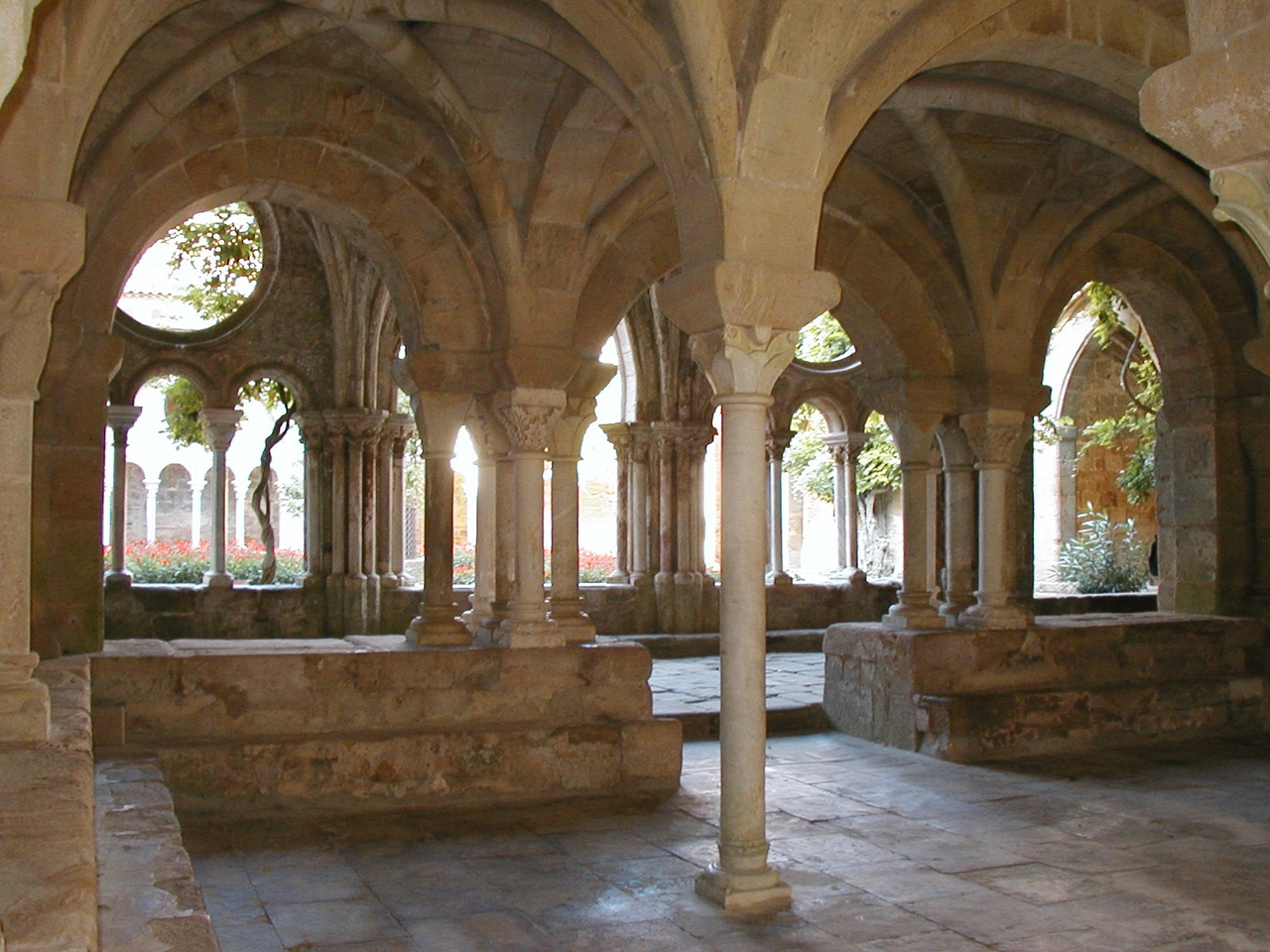
Abbazia di Fontfroide - Sala capitolare

L'abbazia di Sainte-Marie de Fontfroide o di Fontfroide è un'ex abbazia cistercense francese, risalente alla fine dell'XI secolo e situata a 15 km a sud-ovest di Narbona, vicino al confine con la Spagna.

## Storia
Venne fondata nel 1093 dal visconte di Narbona, ma rimase povera e sconosciuta fino al 1144 quando venne affidata ai cistercensi. Poco dopo il conte di Barcellona donò della terra in Spagna, per la costruzione del grande monastero catalano di Poblet, del quale Fontfroide era la casa madre, e nel 1157 la viscontessa Ermengarda di Narbona donò una grande quantità di terra a livello locale, garantendo in tal modo la sua ricchezza. L'abbazia ha combattuto insieme a papa Innocenzo III contro la dottrina eretica dei catari che vivevano nella regione. Venne sciolta nel 1791 nel corso della rivoluzione francese.
Venne rifondata nel 1858 dai monaci dell'abbazia di Sénanque. La comunità venne condotta fuori dalla Francia, a causa di cambiamenti giuridici, nel 1901. I locali, che sono di grande interesse architettonico, passarono in mani private nel 1908, quando gli artisti Gustave Fayet e Madeleine d'Andoque li acquistarono, per proteggerli, da un collezionista statunitense di sculture. Essi ripristinarono gli edifici in un certo numero di anni e li utilizzarono poi come un centro per progetti artistici.
Il complesso è ancora oggi in mani private ed è un museo visitabile. Nei terreni adiacenti all'abbazia si produce il vino doc Corbières sotto il controllo dell'"Institut national des appellations d'origine" francese.